# Кудеяровский сельсовет
Кудеяровский сельсовет — сельское поселение в Лукояновском районе Нижегородской области Российской Федерации.
Административный центр — село Кудеярово.

## История
Статус и границы сельского поселения установлены Законом Нижегородской области от 15 июня 2004 года № 60-З «О наделении муниципальных образований - городов, рабочих посёлков и сельсоветов Нижегородской области статусом городского, сельского поселения».

## Население
| 2002  | 2010  | 2012  | 2013  | 2014  | 2015  | 2016  |
| ----- | ----- | ----- | ----- | ----- | ----- | ----- |
| 3047  | ↘2760 | ↘2735 | ↗2794 | ↗2830 | ↘2786 | ↘2753 |
| 2017  | 2018  | 2019  | 2020  | 2021  |       |       |
| ↗2759 | ↘2746 | ↘2718 | ↘2715 | ↘2652 |       |       |

## Состав сельского поселения
| № | Населённый пункт | Тип населённого пункта       | Население |
| - | ---------------- | ---------------------------- | --------- |
| 1 | Веселейка        | деревня                      | ↘0        |
| 2 | Григорьевка      | деревня                      | →0        |
| 3 | Иванцево         | село                         | ↘668      |
| 4 | Красная Горка    | деревня                      | ↘3        |
| 5 | Кудеярово        | село, административный центр | ↘2054     |
| 6 | Кузнецкий        | посёлок                      | ↘3        |
| 7 | Романовка        | село                         | ↘32       |